# Helictopleurus praerugosus
Helictopleurus praerugosus là một loài bọ cánh cứng trong họ Bọ hung (Scarabaeidae).